# Namorzyny

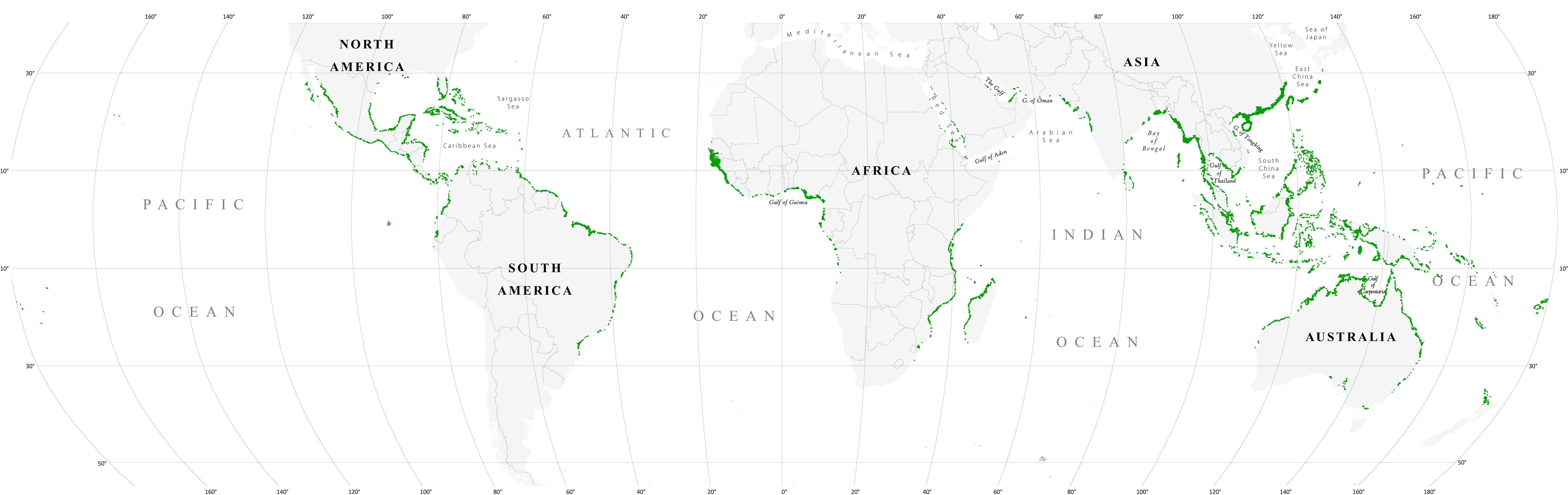
Zasięg występowania lasów namorzynowych

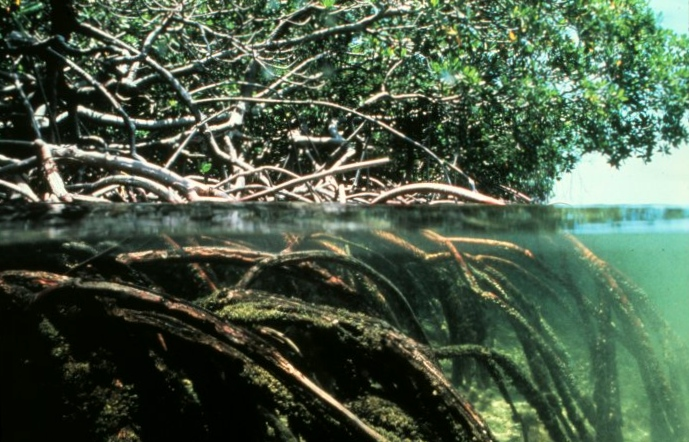
Namorzyny podczas przypływu

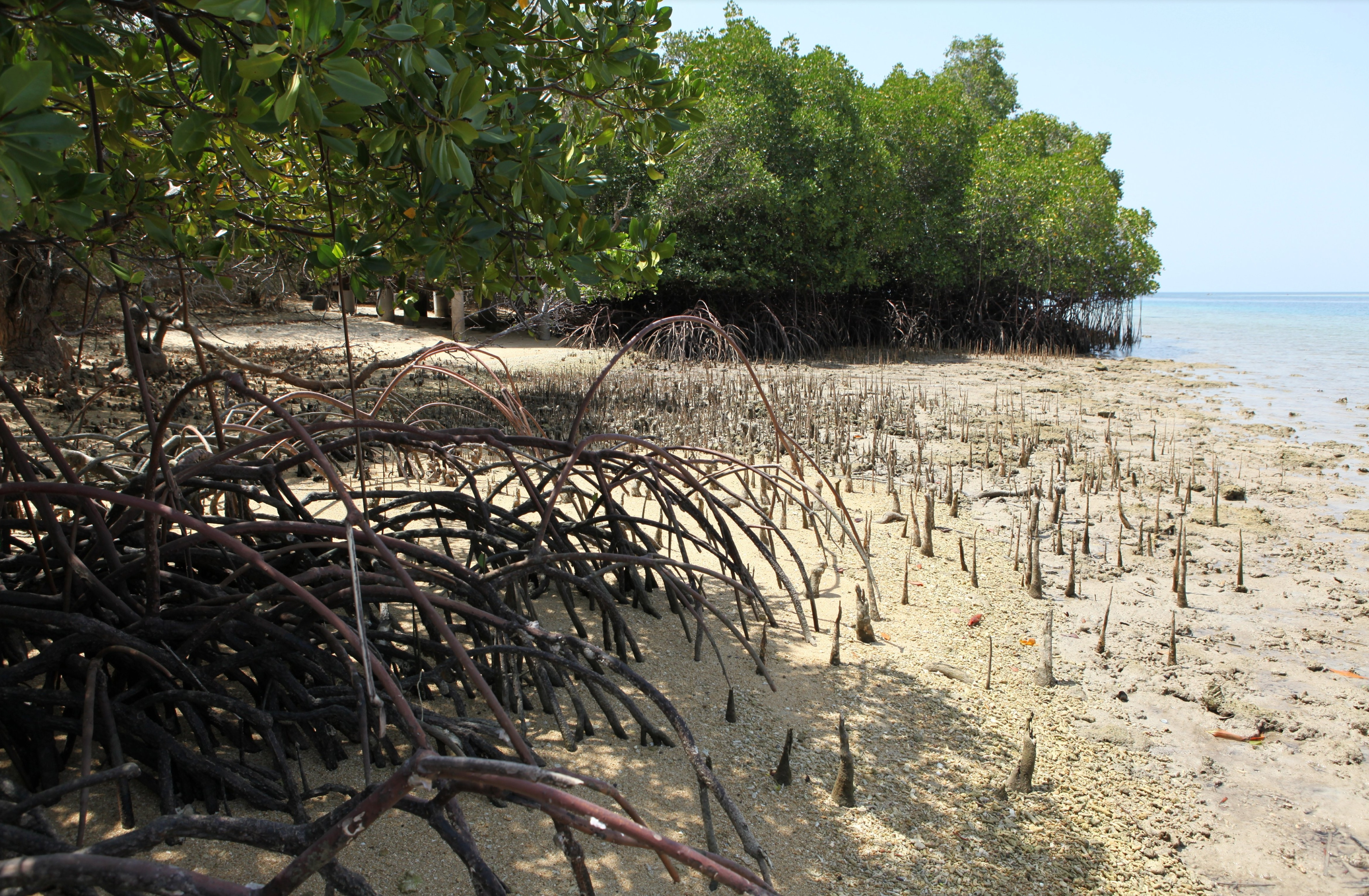
Namorzyny podczas odpływu

Namorzyny, lasy namorzynowe, lasy mangrowe, mangrowia – wiecznie zielona, pionierska formacja roślinna wybrzeży morskich w niemal całej strefie międzyzwrotnikowej. Jej zasięg w tej strefie ograniczają zimne prądy morskie omywające zachodnie wybrzeża Ameryki Południowej i Afryki. Namorzyny stanowią formację ziemno-wodną powstającą na przybrzeżnych płyciznach morskich, w miejscach osłoniętych (rafami koralowymi, w zatokach, lagunach i ujściach rzek). Niektóre płaskie wyspy pokrywają w całości. Szerokość pasa namorzynów sięgać może kilku kilometrów. Na ogół występują w obszarze pływów morskich i dlatego bywają nazywane lasami pływowymi. Określenie to nie jest jednak ścisłe, bowiem nie zawsze w miejscach występowania namorzynów pływy są wyraźne. Namorzyny zajmują około 150 tysięcy km² (stan w roku 2010), przy czym między 1980 i 2010 rokiem ubyło ich 35 tysięcy km². Państwa, na których wybrzeżach znajdują się największe zasoby tej formacji, to Indonezja (21%), Brazylia (9%) i Australia (7%).

## Warunki siedliskowe
Namorzyny rozwijają się wzdłuż brzegów morskich oraz w ujściach rzek. Ze względu na pływy morskie często podczas przypływu namorzyny zalewane są tak, że widoczne są wtedy tylko korony drzew, podczas odpływu odsłania się powierzchnia gruntu. Ze względu na ograniczanie falowania przez mniej lub bardziej splątane korzenie i pędy roślin, w namorzynach intensywnie odkładają się drobnoziarniste osady, zarówno mineralne, jak i organiczne. Podłoża są zróżnicowane – od nagich skał koralowych po piaszczysto-muliste, przy czym rozkład cząstek organicznych pozbawia je tlenu.

## Szata roślinna
Namorzyny tworzone są przez rosnące w bardzo różnym zwarciu krzewy i drzewa – od pojedynczych roślin po gęsto splecione zarośla i lasy, z drzewami przekraczającymi nawet 20 m wysokości. Zbliżone warunki siedliskowe spowodowały, że rośliny pochodzące z różnych rodzin wykształciły podobne przystosowania do specyficznego środowiska (wiele jest tu przykładów konwergencji). Do częstych cech roślin występujących w tej formacji należą: szczudlaste korzenie przybyszowe (stabilizują rośliny w grząskim podłożu), korzenie oddechowe zwane pneumatoforami (pozwalają korzystać z tlenu zawartego w atmosferze, wobec jego deficytu w podłożu), mięsiste organy ułatwiające bytowanie w warunkach silnego zasolenia oraz żyworodność (skiełkowana młoda roślina po opadnięciu od macierzystej lepiej zakotwicza się w podłożu i opiera falowaniu oraz pływom).
Ze względu na różny stopień tolerancji poszczególnych gatunków na falowanie, zasolenie i długotrwałość zalewania – zaznaczają się w obrębie formacji wyraźne pasy o odmiennym składzie gatunkowym o układzie równoleżnikowym w stosunku do brzegu morskiego.

## Klasyfikacje
Namorzyny stanowią jeden z pięciu podtypów (1.A.5. Mangrove – F006) biomu lasów tropikalnych według International Vegetation Classification.
Namorzyny dzielone są przez World Wide Fund for Nature (WWF) na następujące ekoregiony:
na kontynentach amerykańskich:
- Namorzyny Bahamów i Antyli (Bahamian-Antillean mangroves)
- Namorzyny Zatoki Meksykańskiej i Karaibskiej (Mesoamerican Gulf-Caribbean mangroves)
- Namorzyny atlantyckiego brzegu Ameryki Południowej (Amazon-Orinoco-Southern Caribbean mangroves) *
- Namorzyny południowego Atlantyku (Southern Atlantic mangroves)
- Namorzyny pacyficznego północnego brzegu Ameryki Środkowej (Northern Mesoamerican Pacific mangroves)
- Namorzyny pacyficznego południowego brzegu Ameryki Środkowej (Southern Mesoamerican Pacific mangroves)
- Namorzyny pacyficznego brzegu Ameryki Południowej (South American Pacific mangroves) *

w Afryce:
- Namorzyny Zatoki Gwinejskiej (Gulf of Guinea/Guinean mangroves) *
- Namorzyny Madagaskaru (Madagascar mangroves) *
- Namorzyny Afryki Południowej (Southern Africa mangroves)
- Namorzyny Afryki Środkowej (Central African mangroves)
- Namorzyny Afryki Wschodniej (East African mangroves) *

w Azji i Australazji:
- Namorzyny delty Indusu i Morza Arabskiego (Indus River Delta-Arabian Sea mangroves)
- Namorzyny Godawari i Kriszny (Goadavari-Krishna mangroves)
- Namorzyny Sundarbanów (Sundarbans mangroves) *
- Namorzyny wybrzeży Mjanmy (Myanmar Coast mangroves)
- Namorzyny Indochin (Indochina mangroves)
- Namorzyny Szelfu Sundajskiego (Sunda Shelf mangroves) *
- Namorzyny Nowej Gwinei (New Guinea mangroves) *

Gwiazdką za nazwą oznaczono ekoregiony należące do najistotniejszych dla ochrony różnorodności biologicznej w ramach projektu Global 200.

## Zagrożenia i ochrona
Mimo roli jaką namorzyny pełnią w środowisku, jest to formacja silnie zagrożona. Lasy zastępowane są przez saliny (zakłady przemysłowe wytwarzające sól przez odparowanie wody morskiej), stawy hodowlane, dzielnice zabudowy mieszkaniowej i rekreacyjnej, instalacje portowe. Po odlesieniu, na równinach bagiennych odgradzanych wałami ziemnymi od morza zakładane są uprawy ryżu. Namorzyny ulegają przekształceniom i degradacji także z powodu zanieczyszczeń środowiska, zaburzeń równowagi między wodą słodką a słoną. Ochrona tych lasów została spopularyzowana po wielkim tsunami na Oceanie Indyjskim w 2004 roku. W miejscach, gdzie lasy namorzynowe były zachowane, zadziałały jak bariera pochłaniająca energię fali i zarówno straty materialne, jak liczba ofiar były na takich obszarach mniejsze. Mimo szeroko zakrojonej kampanii na rzecz ich ochrony, zahamowano tylko nieznacznie tempo ich zanikania – do 0,7% strat powierzchniowych rocznie.